# Mas Cavallé de Baix
El Mas Cavallé de Baix, o Mas Cavaller de Baix, és un edifici del municipi d'Avinyonet del Penedès (Alt Penedès) protegit com a bé cultural d'interès local.
És una masia composta de planta baixa i pis, i coberta a dues aigües. Portals d'entrada adovellats, un d'arc de mig punt i l'altre d'arc rebaixat. Contraforts laterals i frontals, i cantoneres de pedra. Finestra central superior d'arc conopial lobulat amb ampits, llindes i brancals de pedra. Altres de més petites als costats. Per la tipologia de les finestres i per altres masies paral·leles, segurament el seu origen correspon al segle xvi.